# Centrale Bank van de Seychellen
De Centrale Bank van de Seychellen (Frans: Banque centrale des Seychelles, Seychellencreools: Labank santral Sesel) is de centrale bank van de Republiek der Seychellen. Ze werd op 1 januari 1983 opgericht als opvolger van de Commission monétaire des Seychelles (1974-1978) en de Autorité monétaire des Seychelles (1978-1983). Ze is verantwoordelijk voor de Seychelse roepie en gevestigd in de hoofdstad Victoria. De bank is met de Central Bank of Seychelles Act 2004 formeel bestuurlijk onafhankelijk geworden van de Seychelse staat. De staat is nog wel enige aandeelhouder.

## Gouverneurs
Aan het hoofd van de centrale bank staat een gouverneur.
- 2012-heden: Caroline Abel
- 2008-2012: Pierre Laporte
- 2001-2008: Francis Chang-Leng
- 1995-2001: Norman Weber
- 1991-1995: Aboo Aumeeruddy
- 1983-1991: Guy Morel